# کلوستریدیوم پرفرنژنس
کلستریدیوم پرفرنژنس  باسیل ولشای گونه‌ای باکتری از جنس کلستریدیوم است. این باکتری میله‌ای شکل گرم مثبت بی بی هوازی، بدون حرکت و دارای یک هاگ بیضی شکل مرکزی یا نزدیک به انتهاست که باعث تورم سلول نمی‌شود و بر اساس توکسینش به ۵ تیپ تقسیم میشود.کلستریدیوم پرفرنژنس در مجاورت هوا زنده می‌ماند و می‌تواند رشد کند.
کلستریدیوم پرفرنژنس عامل اصلی بیماری گانگرن گازی است. هاگ این باکتری در مواد غذایی که گرمای کافی به قسمتهای میانی و درونی آن نمی‌رسد و پس از پخته شدن طی مدت زمانی گرم نگهداری می‌شوند، به جا مانده و چنانچه شرایط و زمان رشد کفایت کند می‌تواند باعث مسمومیت شود.

## شکل و خصوصیات باکتری
کلستریدیوم پرفرنژنس باسیل ولشای گونه‌ای باکتری از جنس کلستریدیوم است. این باکتری میله‌ای شکل گرم مثبت بی هوازی، بدون حرکت و دارای یک هاگ بیضی شکل مرکزی یانزدیک به انتهاست که باعث تورم سلول نمی‌شود. کلستریدیوم پرفرنژنس در مجاورت هوا زنده می‌ماند و می‌تواند رشد کند.

## خصوصیات کشت و بیوشیمیایی
این باکتری دارای آنزیم لیسیتیناز و می‌تواند لسیتین (ماده طبیعی در زرده تخم مرغ) را به دی کیلیسریدهای نامحلول تبدیل کند که منجر به فرآوری هاله‌ای سفید رنگ تا مات دراطراف کلنی در محیط کشت در بر گیرنده لسیتین می‌شود.
این باکتری می‌تواند مالتوز، لاکتوز، ساکاروز و گلوکز را تخمیر کند اما نمی‌تواند مانیتول را مصرف کند.